# Watsonia

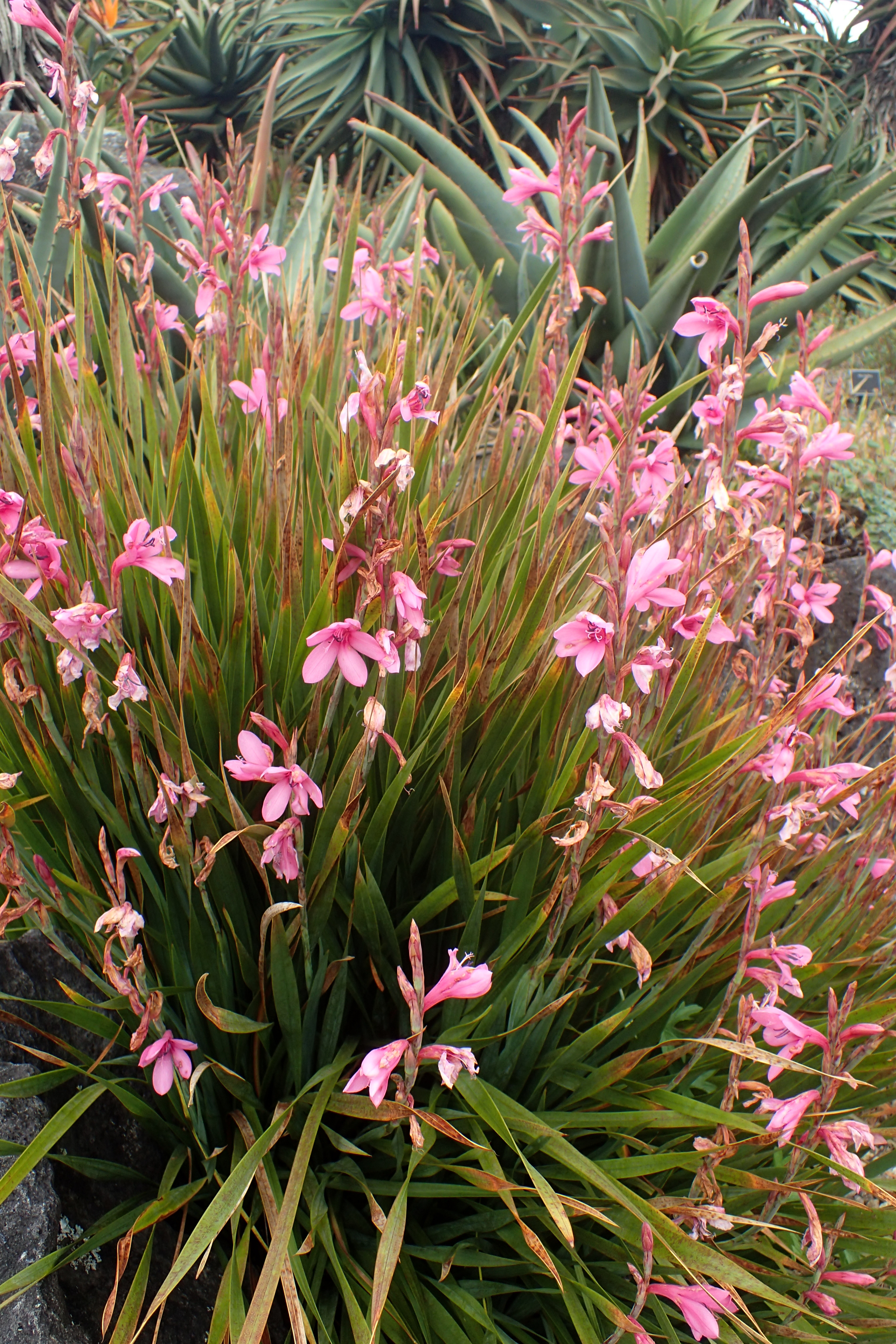
Watsonia stenosiphon

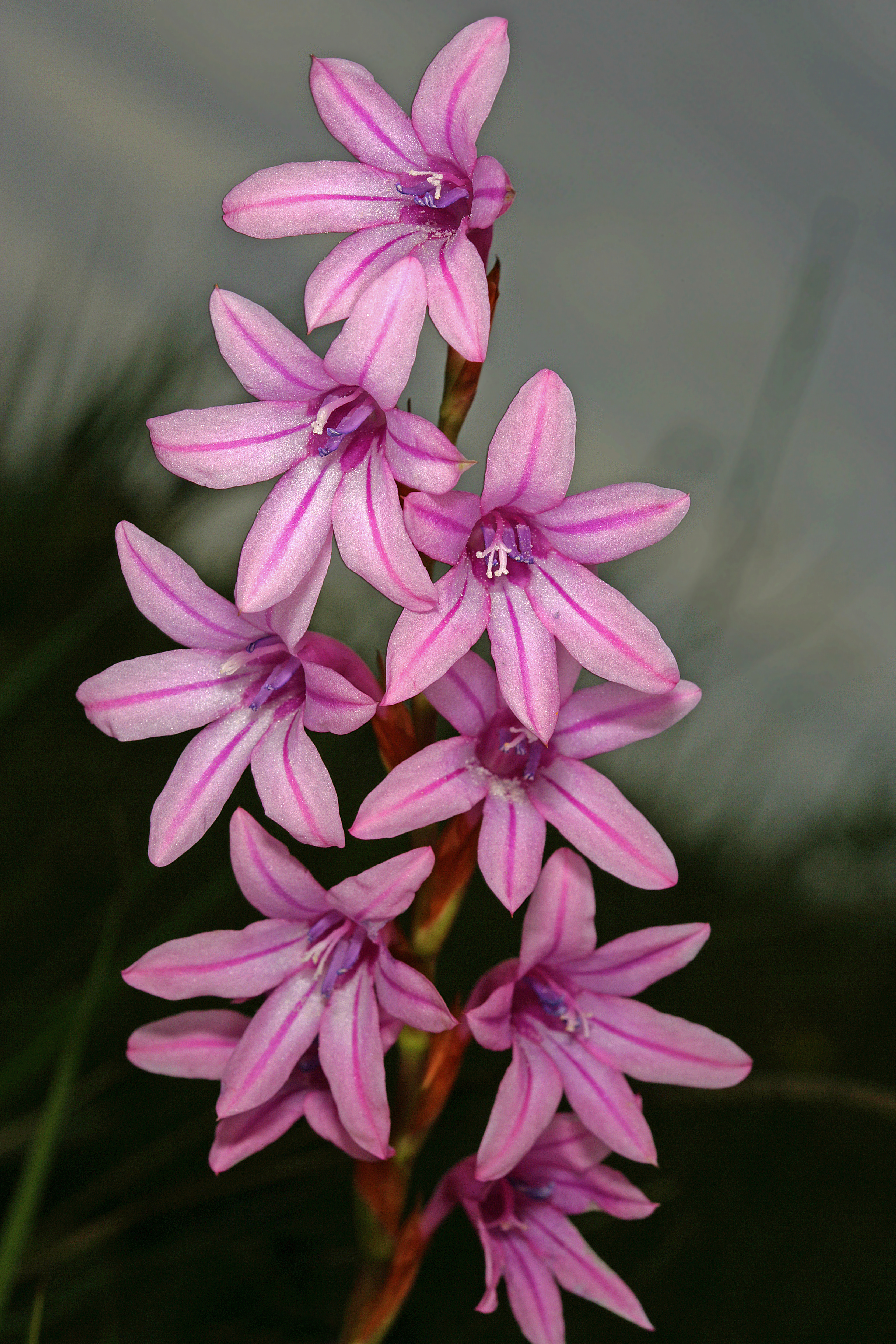
Watsonia inclinata

Watsonia – rodzaj roślin należący do rodziny kosaćcowatych (Iridaceae). Obejmuje 52–56 gatunków. Rośliny te występują w naturze w Afryce Południowej, z centrum zróżnicowania w Prowincji Przylądkowej Zachodniej. Rosną w różnych siedliskach – od miejsc skalistych i suchych formacji trawiastych i zaroślowych po górskie mokradła. Nie są wymagające w uprawie i wiele gatunków uprawianych jest jako rośliny ozdobne, ale w obszarach pod wpływem klimatu ciepłego – tylko część gatunków znosi kilkustopniowe przymrozki.

## Morfologia
PokrójByliny z bulwocebulami, tworzące zwykle zbite kępy i darnie, osiągające do 2 m wysokości.
LiścieU różnych gatunków zimotrwałe lub zamierające zimą, dwurzędowe, wąskie, zwykle krótsze od pędów kwiatostanowych.
KwiatyZwykle liczne, zebrane w kłosokształtne kwiatostany, często rozgałęzione u dołu. Kwiaty wsparte są dwoma przysadkami. Okwiat efektowny, barwny (czerwony, różowy, pomarańczowy, liliowy, jasnożółty lub biały). Sześć listków okwiatu podobnych jest wielkością, u dołu zrastają się w krótszą lub dłuższą rurkę. Pręciki są trzy. Zalążnia jest dolna, trójkomorowa, z nielicznymi zalążkami. Szyjka słupka pojedyncza, ale rozgałęzia się na trzy cienkie i rozwidlające się ramiona.
OwoceTrójkomorowe, niewielkie torebki zawierające często oskrzydlone nasiona.

## Systematyka
Rodzaj z plemienia Watsonieae, z podrodziny Crocoideae z rodziny kosaćcowatych (Iridaceae).
Wykaz gatunków
- Watsonia aletroides (Burm.f.) Ker Gawl.
- Watsonia amabilis Goldblatt
- Watsonia amatolae Goldblatt
- Watsonia angusta Ker Gawl.
- Watsonia bachmannii L.Bolus
- Watsonia bella N.E.Br. ex Goldblatt
- Watsonia borbonica (Pourr.) Goldblatt
- Watsonia canaliculata Goldblatt
- Watsonia coccinea (Herb. ex Baker) Baker
- Watsonia confusa Goldblatt
- Watsonia densiflora Baker
- Watsonia distans L.Bolus
- Watsonia dubia Eckl. ex Klatt
- Watsonia elsiae Goldblatt
- Watsonia emiliae L.Bolus
- Watsonia fergusoniae L.Bolus
- Watsonia fourcadei J.W.Mathews & L.Bolus
- Watsonia fulgens Ker Gawl.
- Watsonia galpinii L.Bolus
- Watsonia gladioloides Schltr.
- Watsonia humilis Mill.
- Watsonia hysterantha J.W.Mathews & L.Bolus
- Watsonia inclinata Goldblatt
- Watsonia knysnana L.Bolus
- Watsonia laccata (Jacq.) Ker Gawl.
- Watsonia latifolia N.E.Br. ex Oberm.
- Watsonia lepida N.E.Br.
- Watsonia × longifolia J.W.Mathews & L.Bolus
- Watsonia marginata (L.f.) Ker Gawl.
- Watsonia marlothii L.Bolus
- Watsonia meriana (L.) Mill.
- Watsonia minima Goldblatt
- Watsonia mtamvunae Goldblatt
- Watsonia obrienii V. Tibergen
- Watsonia occulta L.Bolus
- Watsonia parvifolia G.J. Lewis
- Watsonia pillansii L.Bolus
- Watsonia pondoensis Goldblatt
- Watsonia pulchra N.E.Br. ex Goldblatt
- Watsonia rogersii L.Bolus
- Watsonia rourkei Goldblatt
- Watsonia schlechteri L.Bolus
- Watsonia spectabilis Schinz
- Watsonia stenosiphon L.Bolus
- Watsonia stokoei L.Bolus
- Watsonia strictiflora Ker Gawl.
- Watsonia strubeniae L.Bolus
- Watsonia tabularis J.W.Mathews & L.Bolus
- Watsonia transvaalensis Baker
- Watsonia vanderspuyae L.Bolus
- Watsonia versfeldii J.W.Mathews & L.Bolus
- Watsonia watsonioides (Baker) Oberm.
- Watsonia wilmaniae J.W.Mathews & L.Bolus
- Watsonia wilmsii L.Bolus
- Watsonia zeyheri L.Bolus